# Platybelus luteus
Platybelus luteus är en insektsart som beskrevs av William D. Funkhouser. Platybelus luteus ingår i släktet Platybelus och familjen hornstritar. Inga underarter finns listade i Catalogue of Life.